# Serrasalmus rhombeus
Serrasalmus rhombeus és una espècie de peix de la família dels caràcids i de l'ordre dels caraciformes.

## Morfologia
- Els mascles poden assolir 41,5 cm de llargària total i 3.000 g de pes.[3][4]
- És el peix ossi (juntament amb l'espècie extinta Megapiranha paranensis) amb la mossegada més forta amb relació a la seua grandària (més de 30 vegades el seu pes i gairebé tres vegades la força de la mossegada de l'al·ligàtor del Mississipi).[5]

## Alimentació
És carnívor: menja peixets, crancs, mamífers, llangardaixos i coleòpters.

## Hàbitat
Viu en zones de clima tropical entre 23 °C - 27 °C de temperatura.

## Distribució geogràfica
Es troba a Sud-amèrica: conques dels rius Amazones i Orinoco, rius de les Guaianes i rius costaners del nord-est del Brasil.

## Observacions
És una espècie tímida i no agressiva, però té una dentadura que pot causar greus mossegades als humans i, per tant, és potencialment perillosa.